# Grand Prix de Voleibol de 2014
O Grand Prix de Voleibol de 2014 foi a 22ª edição do torneio anual de voleibol feminino organizado pela Federação Internacional de Voleibol (FIVB).
Foi disputado por 28 seleções, oito a mais que no ano anterior e com alterações na fórmula de disputa. A fase intercontinental foi realizada entre 25 de julho e 17 de agosto. As equipes classificadas disputaram a fase final em Tóquio, no Japão, entre 20 e 24 de agosto.
Pelo segundo ano consecutivo, o Brasil conquistou o título ao vencer o Japão no último jogo da fase final por 3 sets a 0. Foi a décima conquista no geral para as brasileiras, onde se consolidaram como as maiores vencedoras da competição.

## Equipes participantes
Diferentemente das edições anteriores, não houve torneio qualificatório para o Grand Prix de 2014, sendo todas as 28 seleções convidadas.
| África (CAVB)    | Ásia e Oceania (AVC)                                                | Europa (CEV) | América do Norte, América Central e Caribe (NORCECA)                        | América do Sul (CSV)      |
| ---------------- | ------------------------------------------------------------------- | --- | --------------------------------------------------------------------------- | ------------------------- |
| Argélia · Quênia | Austrália · Cazaquistão · China · Coreia do Sul · Japão · Tailândia | Alemanha · Bélgica · Bulgária · Croácia · Itália · Países Baixos · Polônia · Chéquia · Rússia · Sérvia · Turquia | Canadá · Cuba · Estados Unidos · México · Porto Rico · República Dominicana | Argentina · Brasil · Peru |

## Fórmula de disputa
As 28 equipes participantes foram divididas em três grandes grupos de acordo com o ranking da Federação Internacional de Voleibol de janeiro de 2014. As doze melhores colocadas compuseram o Primeiro Grupo; as oito intermediárias (exceções feitas a Cuba e Bélgica) compuseram o Segundo Grupo. As seis piores colocadas, juntamente com a Argélia e o Quênia fizeram parte do Terceiro Grupo. A distribuição das seleções segue abaixo, com as colocações das equipes no ranking da FIVB entre parênteses:
| Primeiro Grupo | Segundo Grupo | Terceiro Grupo |
| --- | --- | --- |
| Fase final: Tóquio | Fase final: Koszalin | Fase final: Samokov |
| \| Brasil (1) · Estados Unidos (2) · Japão (3) · Itália (4) · China (5) · Rússia (6) \| Sérvia (7) · República Dominicana (8) · Alemanha (9) · Coreia do Sul (10) · Turquia (11) · Tailândia (12) \| | Polônia (15) · Peru (15) · Porto Rico (17) · Argentina (18) · Países Baixos (18) · Canadá (20) · Cuba (21) · Bélgica (22) | Quênia (13) · Argélia (14) · Cazaquistão (23) · Croácia (24) · Chéquia (25) · México (28) · Bulgária (35) · Austrália (100) |
| Brasil (1) · Estados Unidos (2) · Japão (3) · Itália (4) · China (5) · Rússia (6) | Sérvia (7) · República Dominicana (8) · Alemanha (9) · Coreia do Sul (10) · Turquia (11) · Tailândia (12)                 | |

Durante a fase intercontinental, as seleções do Primeiro e do Segundo Grupo disputaram nove partidas dentro de grupos de quatro equipes cada ao longo de três semanas. Já as equipes do Terceiro Grupo disputaram apenas seis partidas ao longo de duas semanas, mas também em grupo de quatro times cada.
As três equipes mais bem colocadas na classificação geral do Terceiro Grupo avançaram à sua fase final juntamente com o país sede (Bulgária), fase esta que foi composta de semifinais e final. No Segundo Grupo, a Polônia, país sede, se juntou aos três primeiros colocados da fase intercontinental na disputa da fase final, também composta de semifinais e final. A equipe campeã do Segundo Grupo poderá ascender ao Primeiro em 2015 (com o rebaixamento da última colocada do Primeiro Grupo), desde que cumpra os requisitos mínimos para tal; além disso, estará qualificada para a fase final do Primeiro Grupo (final six), juntamente com as quatro equipes mais bem colocadas na fase intercontinental e do país sede (Japão). O final six será disputado em pontos corridos e turno único, consagrando-se campeã a equipe que acumular mais pontos.
Durante a fase intercontinental e as fases finais um placar de 3-0 ou 3-1 faz com que a equipe vencedora da partida some três pontos na classificação geral e a perdedora, nenhum; em caso de ocorrência de tie-break, o vencedor soma dois pontos e o perdedor, um.

## Calendário

### Primeiro Grupo
| Primeira semana: 1–3 de agosto     | Grupo A · Ancara Turquia · Estados Unidos · Japão · Rússia                       | Grupo B · Ansan Coreia do Sul · Alemanha · Tailândia · Sérvia       | Grupo C · Sassari Itália · Brasil · China · República Dominicana |
| Segunda semana: 8–10 de agosto     | Grupo D · São Paulo Brasil · Coreia do Sul · Estados Unidos · Rússia             | Grupo E · Ancara Turquia · Alemanha · República Dominicana · Sérvia | Grupo F · Hong Kong China · Itália · Japão · Tailândia           |
| Terceira semana: 15–17 de agosto   | Grupo G · Banguecoque Tailândia · Brasil · Estados Unidos · República Dominicana | Grupo H · Kaliningrado Rússia · Alemanha · Itália · Turquia         | Grupo I · Macau China · Coreia do Sul · Japão · Sérvia           |
| Fase final: 20–24 de agosto Tóquio |                                                                                  |                                                                     |                                                                  |

### Segundo Grupo
| Primeira semana: 25–27 de julho      | Grupo J · Lima Peru · Bélgica · Canadá · Polônia               | Grupo K · Carolina Porto Rico · Argentina · Cuba · Países Baixos    |
| Segunda semana: 1–3 de agosto        | Grupo L · Lovaina Bélgica · Argentina · Canadá · Países Baixos | Grupo M · Trujillo Peru · Cuba · Polônia · Porto Rico               |
| Terceira semana: 8–10 de agosto      | Grupo N · Buenos Aires Argentina · Canadá · Cuba · Peru        | Grupo O · Doetinchem Países Baixos · Bélgica · Polônia · Porto Rico |
| Fase final: 14–16 de agosto Koszalin |                                                                |                                                                     |

### Terceiro Grupo
| Primeira semana: 25–27 de julho     | Grupo P · Almaty Cazaquistão · Austrália · Croácia · Chéquia | Grupo Q · Cidade do México México · Argélia · Bulgária · Quênia |
| Segunda semana: 1–3 de agosto       | Grupo R · Brno Chéquia · Argélia · Cazaquistão · México      | Grupo S · Porec Croácia · Austrália · Bulgária · Quênia         |
| Fase final: 16–17 de agosto Samokov |                                                              |                                                                 |

## Fase intercontinental

### Primeiro Grupo

#### Classificação geral
|     |                      |     | Jogos | Jogos | Jogos | Resultados | Resultados | Resultados | Resultados | Resultados | Resultados | Sets | Sets | Sets  | Pontos | Pontos | Pontos |
| Pos | Equipe               | Pts | T     | V     | D     | 3–0        | 3–1        | 3–2        | 2–3        | 1–3        | 0–3        | V    | P    | R     | V      | P      | R      |
| --- | -------------------- | --- | ----- | ----- | ----- | ---------- | ---------- | ---------- | ---------- | ---------- | ---------- | ---- | ---- | ----- | ------ | ------ | ------ |
| 1   | Brasil               | 26  | 9     | 9     | 0     | 7          | 1          | 1          | 0          | 0          | 0          | 27   | 3    | 9,000 | 748    | 570    | 1.312  |
| 2   | China                | 17  | 9     | 5     | 4     | 2          | 3          | 0          | 2          | 2          | 0          | 21   | 15   | 1.400 | 829    | 773    | 1.072  |
| 3   | Turquia              | 16  | 9     | 6     | 3     | 1          | 2          | 3          | 1          | 2          | 0          | 22   | 17   | 1.294 | 883    | 868    | 1.017  |
| 4   | Rússia               | 16  | 9     | 5     | 4     | 1          | 4          | 0          | 1          | 2          | 1          | 19   | 16   | 1.188 | 807    | 777    | 1.039  |
| 5   | Estados Unidos       | 15  | 9     | 5     | 4     | 1          | 2          | 2          | 2          | 1          | 1          | 20   | 18   | 1.111 | 850    | 817    | 1.040  |
| 6   | Sérvia               | 13  | 9     | 4     | 5     | 2          | 1          | 1          | 2          | 2          | 1          | 18   | 18   | 1,000 | 806    | 790    | 1.020  |
| 7   | Japão                | 13  | 9     | 4     | 5     | 0          | 3          | 1          | 2          | 1          | 2          | 17   | 20   | 0.850 | 784    | 831    | 0.943  |
| 8   | Coreia do Sul        | 13  | 9     | 4     | 5     | 0          | 4          | 0          | 1          | 2          | 2          | 16   | 19   | 0.842 | 753    | 810    | 0.930  |
| 9   | Itália               | 12  | 9     | 5     | 4     | 2          | 0          | 3          | 0          | 3          | 1          | 18   | 18   | 1,000 | 769    | 780    | 0.986  |
| 10  | Alemanha             | 12  | 9     | 4     | 5     | 2          | 1          | 1          | 1          | 2          | 2          | 16   | 18   | 0.889 | 761    | 786    | 0.968  |
| 11  | Tailândia            | 6   | 9     | 2     | 7     | 0          | 1          | 1          | 1          | 3          | 3          | 11   | 24   | 0.458 | 712    | 808    | 0.881  |
| 12  | República Dominicana | 3   | 9     | 1     | 8     | 0          | 0          | 1          | 1          | 2          | 5          | 7    | 26   | 0.269 | 689    | 781    | 0.882  |

#### Resultados
Grupo A
- Local: Başkent Volleyball Hall, Ancara, Turquia

| Data  |                | Placar |                | 1º Set | 2º Set | 3º Set | 4º Set | 5º Set | Total   |
| ----- | -------------- | ------ | -------------- | ------ | ------ | ------ | ------ | ------ | ------- |
| 1 ago | Estados Unidos | 1–3    | Rússia         | 25–22  | 18–25  | 20–25  | 20–25  |        | 83–97   |
| 1 ago | Turquia        | 3–0    | Japão          | 29–27  | 25–19  | 25–21  |        |        | 79–67   |
| 2 ago | Rússia         | 3–1    | Japão          | 25–23  | 25–13  | 24–26  | 25–18  |        | 99–80   |
| 2 ago | Turquia        | 3–2    | Estados Unidos | 25–21  | 27–29  | 25–21  | 20–25  | 15–12  | 112–108 |
| 3 ago | Japão          | 2–3    | Estados Unidos | 27–25  | 17–25  | 22–25  | 26–24  | 11–15  | 103–114 |
| 3 ago | Turquia        | 3–2    | Rússia         | 25–23  | 29–27  | 14–25  | 18–25  | 15–10  | 101–110 |

Grupo B
- Local: Estádio Hwaseong, Ansan, Coreia do Sul

| Data  |               | Placar |           | 1º Set | 2º Set | 3º Set | 4º Set | 5º Set | Total   |
| ----- | ------------- | ------ | --------- | ------ | ------ | ------ | ------ | ------ | ------- |
| 1 ago | Sérvia        | 3–0    | Alemanha  | 26–24  | 25–20  | 25–15  |        |        | 76–59   |
| 1 ago | Coreia do Sul | 3–1    | Tailândia | 23–25  | 25–22  | 25–16  | 25–20  |        | 98–83   |
| 2 ago | Coreia do Sul | 3–1    | Alemanha  | 21–25  | 25–20  | 25–22  | 25–21  |        | 96–88   |
| 2 ago | Sérvia        | 2–3    | Tailândia | 19–25  | 25–18  | 25–20  | 19–25  | 13–15  | 101–103 |
| 3 ago | Coreia do Sul | 1–3    | Sérvia    | 22–25  | 24–26  | 25–21  | 9–25   |        | 80–97   |
| 3 ago | Tailândia     | 0–3    | Alemanha  | 21–25  | 22–25  | 21–25  |        |        | 64–75   |

Grupo C
- Local: PalaSerradimigni, Sassari, Itália

| Data  |                      | Placar |                      | 1º Set | 2º Set | 3º Set | 4º Set | 5º Set | Total   |
| ----- | -------------------- | ------ | -------------------- | ------ | ------ | ------ | ------ | ------ | ------- |
| 1 ago | Brasil               | 3–1    | China                | 25–21  | 23–25  | 25–17  | 25–16  |        | 98–79   |
| 1 ago | Itália               | 3–0    | República Dominicana | 25–18  | 25–23  | 25–15  |        |        | 75–56   |
| 2 ago | China                | 3–0    | República Dominicana | 25–18  | 25–21  | 25–23  |        |        | 75–62   |
| 2 ago | Brasil               | 3–0    | Itália               | 25–21  | 25–16  | 25–15  |        |        | 75–52   |
| 3 ago | República Dominicana | 0–3    | Brasil               | 24–26  | 19–25  | 18–25  |        |        | 61–75   |
| 3 ago | Itália               | 3–2    | China                | 25–18  | 18–25  | 25–22  | 18–25  | 15–10  | 101–100 |

Grupo D
- Local: Ginásio do Ibirapuera, São Paulo, Brasil

| Data   |                | Placar |                | 1º Set | 2º Set | 3º Set | 4º Set | 5º Set | Total |
| ------ | -------------- | ------ | -------------- | ------ | ------ | ------ | ------ | ------ | ----- |
| 8 ago  | Rússia         | 1–3    | Estados Unidos | 25–22  | 19–25  | 18–25  | 17–25  |        | 79–97 |
| 8 ago  | Brasil         | 3–0    | Coreia do Sul  | 25–16  | 25–12  | 25–15  |        |        | 75–43 |
| 9 ago  | Brasil         | 3–0    | Rússia         | 25–15  | 25–21  | 25–17  |        |        | 75–53 |
| 9 ago  | Estados Unidos | 3–0    | Coreia do Sul  | 25–15  | 25–17  | 25–16  |        |        | 75–48 |
| 10 ago | Brasil         | 3–0    | Estados Unidos | 25–20  | 25–22  | 29–27  |        |        | 79–69 |
| 10 ago | Rússia         | 1–3    | Coreia do Sul  | 25–21  | 21–25  | 25–27  | 22–25  |        | 93–98 |

Grupo E
- Local: Başkent Volleyball Hall, Ancara, Turquia

| Data   |                      | Placar |                      | 1º Set | 2º Set | 3º Set | 4º Set | 5º Set | Total   |
| ------ | -------------------- | ------ | -------------------- | ------ | ------ | ------ | ------ | ------ | ------- |
| 8 ago  | Sérvia               | 0–3    | Alemanha             | 21–25  | 28–30  | 18–25  |        |        | 67–80   |
| 8 ago  | Turquia              | 2–3    | República Dominicana | 25–23  | 25–19  | 22–25  | 22–25  | 9–15   | 103–107 |
| 9 ago  | Alemanha             | 3–2    | República Dominicana | 25–19  | 19–25  | 22–25  | 25–16  | 16–14  | 107–99  |
| 9 ago  | Turquia              | 3–2    | Sérvia               | 18–25  | 25–19  | 22–25  | 25–20  | 17–15  | 107–104 |
| 10 ago | República Dominicana | 0–3    | Sérvia               | 21–25  | 22–25  | 25–27  |        |        | 68–77   |
| 10 ago | Turquia              | 3–1    | Alemanha             | 25–15  | 25–19  | 21–25  | 25–20  |        | 96–79   |

Grupo F
- Local: Hong Kong Coliseum, Hong Kong, China

| Data   |        | Placar |           | 1º Set | 2º Set | 3º Set | 4º Set | 5º Set | Total  |
| ------ | ------ | ------ | --------- | ------ | ------ | ------ | ------ | ------ | ------ |
| 8 ago  | Japão  | 2–3    | Itália    | 20–25  | 17–25  | 25–21  | 25–20  | 11–15  | 98–106 |
| 8 ago  | China  | 3–1    | Tailândia | 29–27  | 25–18  | 20–25  | 25–15  |        | 99–85  |
| 9 ago  | Itália | 3–0    | Tailândia | 25–19  | 25–21  | 25–23  |        |        | 75–63  |
| 9 ago  | China  | 3–0    | Japão     | 25–16  | 25–14  | 25–22  |        |        | 75–52  |
| 10 ago | Japão  | 3–1    | Tailândia | 25–18  | 25–15  | 19–25  | 25–20  |        | 94–78  |
| 10 ago | China  | 3–1    | Itália    | 25–20  | 25–18  | 22–25  | 25–16  |        | 97–79  |

Grupo G
- Local: Estádio Indoor Huamark, Banguecoque, Tailândia

| Data   |                      | Placar |                      | 1º Set | 2º Set | 3º Set | 4º Set | 5º Set | Total   |
| ------ | -------------------- | ------ | -------------------- | ------ | ------ | ------ | ------ | ------ | ------- |
| 15 ago | Tailândia            | 3–1    | República Dominicana | 25–17  | 25–23  | 20–25  | 25–22  |        | 95–87   |
| 15 ago | Brasil               | 3–2    | Estados Unidos       | 29–31  | 22–25  | 25–22  | 25–19  | 15–9   | 116–106 |
| 16 ago | Brasil               | 3–0    | República Dominicana | 25–19  | 25–11  | 29–27  |        |        | 79–57   |
| 16 ago | Tailândia            | 2–3    | Estados Unidos       | 19–25  | 25–19  | 25–20  | 12–25  | 10–15  | 91–104  |
| 17 ago | República Dominicana | 1–3    | Estados Unidos       | 21–25  | 25–15  | 19–25  | 27–29  |        | 92–94   |
| 17 ago | Tailândia            | 0–3    | Brasil               | 15–25  | 18–25  | 17–25  |        |        | 50–75   |

Grupo H
- Local: DS Yantarny, Kaliningrado, Rússia

| Data   |          | Placar |          | 1º Set | 2º Set | 3º Set | 4º Set | 5º Set | Total   |
| ------ | -------- | ------ | -------- | ------ | ------ | ------ | ------ | ------ | ------- |
| 15 ago | Turquia  | 1–3    | Alemanha | 25–20  | 34–36  | 20–25  | 22–25  |        | 101–106 |
| 15 ago | Rússia   | 3–1    | Itália   | 25–27  | 25–19  | 25–19  | 25–18  |        | 100–83  |
| 16 ago | Itália   | 3–2    | Alemanha | 22–25  | 21–25  | 25–18  | 25–14  | 15–12  | 108–94  |
| 16 ago | Rússia   | 3–1    | Turquia  | 28–26  | 19–25  | 25–21  | 25–15  |        | 97–87   |
| 17 ago | Itália   | 1–3    | Turquia  | 23–25  | 19–25  | 25–22  | 23–25  |        | 90–97   |
| 17 ago | Alemanha | 0–3    | Rússia   | 25–27  | 24–26  | 24–26  |        |        | 73–79   |

Grupo I
- Local: Macau Forum, Macau, China

| Data   |               | Placar |               | 1º Set | 2º Set | 3º Set | 4º Set | 5º Set | Total   |
| ------ | ------------- | ------ | ------------- | ------ | ------ | ------ | ------ | ------ | ------- |
| 15 ago | Japão         | 3–1    | Sérvia        | 25–17  | 10–25  | 25–17  | 25–19  |        | 85–78   |
| 15 ago | China         | 3–1    | Coreia do Sul | 24–26  | 25–18  | 25–22  | 25–19  |        | 99–85   |
| 16 ago | Japão         | 3–2    | Coreia do Sul | 22–25  | 25–21  | 20–25  | 27–25  | 15–13  | 109–109 |
| 16 ago | China         | 2–3    | Sérvia        | 26–24  | 26–28  | 25–21  | 20–25  | 15–17  | 112–115 |
| 17 ago | Coreia do Sul | 3–1    | Sérvia        | 20–25  | 25–23  | 25–19  | 26–24  |        | 96–91   |
| 17 ago | China         | 1–3    | Japão         | 20–25  | 22–25  | 25–18  | 26–28  |        | 93–96   |

### Segundo Grupo

#### Classificação geral
|     |               |     | Jogos | Jogos | Jogos | Resultados | Resultados | Resultados | Resultados | Resultados | Resultados | Sets | Sets | Sets  | Pontos | Pontos | Pontos |
| Pos | Equipe        | Pts | T     | V     | D     | 3–0        | 3–1        | 3–2        | 2–3        | 1–3        | 0–3        | V    | P    | R     | V      | P      | R      |
| --- | ------------- | --- | ----- | ----- | ----- | ---------- | ---------- | ---------- | ---------- | ---------- | ---------- | ---- | ---- | ----- | ------ | ------ | ------ |
| 1   | Países Baixos | 23  | 9     | 8     | 1     | 6          | 0          | 2          | 1          | 0          | 0          | 26   | 7    | 3.714 | 771    | 644    | 1.197  |
| 2   | Porto Rico    | 19  | 9     | 7     | 2     | 3          | 2          | 2          | 0          | 0          | 2          | 21   | 12   | 1.750 | 756    | 695    | 1.088  |
| 3   | Bélgica       | 19  | 9     | 6     | 3     | 6          | 0          | 0          | 1          | 1          | 1          | 21   | 9    | 2.333 | 714    | 629    | 1.135  |
| 4   | Polônia       | 14  | 9     | 5     | 4     | 1          | 3          | 1          | 0          | 2          | 2          | 17   | 17   | 1,000 | 738    | 752    | 0.981  |
| 5   | Argentina     | 13  | 9     | 4     | 5     | 1          | 3          | 0          | 1          | 0          | 4          | 14   | 18   | 0.778 | 718    | 715    | 1.004  |
| 6   | Peru          | 9   | 9     | 3     | 6     | 1          | 1          | 1          | 1          | 1          | 4          | 12   | 21   | 0.571 | 713    | 757    | 0.942  |
| 7   | Canadá        | 6   | 9     | 2     | 7     | 1          | 0          | 1          | 1          | 3          | 3          | 11   | 23   | 0.478 | 701    | 790    | 0.887  |
| 8   | Cuba          | 5   | 9     | 1     | 8     | 1          | 0          | 0          | 2          | 2          | 4          | 9    | 24   | 0.375 | 666    | 795    | 0.838  |

#### Resultados
Grupo J
- Local: Coliseo Eduardo Dibós, Lima, Peru

| Data   |         | Placar |         | 1º Set | 2º Set | 3º Set | 4º Set | 5º Set | Total  |
| ------ | ------- | ------ | ------- | ------ | ------ | ------ | ------ | ------ | ------ |
| 25 jul | Polônia | 3–1    | Bélgica | 25–18  | 25–23  | 22–25  | 25–21  |        | 97–87  |
| 25 jul | Peru    | 3–1    | Canadá  | 25–21  | 25–18  | 25–27  | 25–16  |        | 100–82 |
| 26 jul | Polônia | 3–1    | Canadá  | 25–15  | 14–25  | 25–21  | 25–11  |        | 89–72  |
| 26 jul | Peru    | 0–3    | Bélgica | 21–25  | 14–25  | 19–25  |        |        | 54–75  |
| 27 jul | Bélgica | 3–0    | Canadá  | 25–13  | 25–19  | 28–26  |        |        | 78–58  |
| 27 jul | Peru    | 1–3    | Polônia | 22–25  | 23–25  | 25–21  | 20–25  |        | 90–96  |

Grupo K
- Local: Coliseo Guillermo Angulo, Carolina, Porto Rico

| Data   |               | Placar |               | 1º Set | 2º Set | 3º Set | 4º Set | 5º Set | Total |
| ------ | ------------- | ------ | ------------- | ------ | ------ | ------ | ------ | ------ | ----- |
| 25 jul | Países Baixos | 3–0    | Cuba          | 25–11  | 25–13  | 25–20  |        |        | 75–44 |
| 25 jul | Porto Rico    | 3–0    | Argentina     | 25–22  | 25–18  | 25–22  |        |        | 75–62 |
| 26 jul | Cuba          | 1–3    | Argentina     | 18–25  | 25–23  | 23–25  | 12–25  |        | 78–98 |
| 26 jul | Porto Rico    | 0–3    | Países Baixos | 22–25  | 11–25  | 22–25  |        |        | 55–75 |
| 27 jul | Argentina     | 0–3    | Países Baixos | 19–25  | 19–25  | 24–26  |        |        | 62–76 |
| 27 jul | Porto Rico    | 3–0    | Cuba          | 25–20  | 25–17  | 25–17  |        |        | 75–54 |

Grupo L
- Local: Sportoase Leuven, Lovaina, Bélgica

| Data  |               | Placar |               | 1º Set | 2º Set | 3º Set | 4º Set | 5º Set | Total   |
| ----- | ------------- | ------ | ------------- | ------ | ------ | ------ | ------ | ------ | ------- |
| 1 ago | Países Baixos | 3–0    | Argentina     | 25–20  | 25–18  | 25–12  |        |        | 75–50   |
| 1 ago | Bélgica       | 3–0    | Canadá        | 25–17  | 25–20  | 25–19  |        |        | 75–56   |
| 2 ago | Argentina     | 2–3    | Canadá        | 25–23  | 25–22  | 24–26  | 22–25  | 13–15  | 109–111 |
| 2 ago | Países Baixos | 3–2    | Bélgica       | 27–29  | 20–25  | 25–19  | 25–23  | 15–6   | 112–102 |
| 3 ago | Canadá        | 2–3    | Países Baixos | 25–15  | 20–25  | 19–25  | 25–21  | 9–15   | 98–101  |
| 3 ago | Argentina     | 0–3    | Bélgica       | 26–28  | 16–25  | 19–25  |        |        | 61–78   |

Grupo M
- Local: Coliseo Gran Chimú, Trujillo, Peru

| Data  |         | Placar |            | 1º Set | 2º Set | 3º Set | 4º Set | 5º Set | Total   |
| ----- | ------- | ------ | ---------- | ------ | ------ | ------ | ------ | ------ | ------- |
| 1 ago | Polônia | 3–0    | Cuba       | 25–21  | 26–24  | 25–12  |        |        | 76–57   |
| 1 ago | Peru    | 0–3    | Porto Rico | 23–25  | 16–25  | 22–25  |        |        | 61–75   |
| 2 ago | Polônia | 1–3    | Porto Rico | 24–26  | 26–24  | 10–25  | 22–25  |        | 82–100  |
| 2 ago | Peru    | 3–0    | Cuba       | 25–20  | 25–21  | 25–17  |        |        | 75–58   |
| 3 ago | Cuba    | 2–3    | Porto Rico | 15–25  | 25–22  | 26–24  | 16–25  | 12–15  | 94–111  |
| 3 ago | Peru    | 2–3    | Polônia    | 25–18  | 23–25  | 18–25  | 25–22  | 12–15  | 103–105 |

Grupo N
- Local: Microestadio Lomas de Zamora, Buenos Aires, Argentina

| Data   |           | Placar |        | 1º Set | 2º Set | 3º Set | 4º Set | 5º Set | Total   |
| ------ | --------- | ------ | ------ | ------ | ------ | ------ | ------ | ------ | ------- |
| 8 ago  | Canadá    | 0–3    | Cuba   | 25–27  | 18–25  | 22–25  |        |        | 65–77   |
| 8 ago  | Argentina | 3–0    | Peru   | 25–13  | 25–22  | 25–15  |        |        | 75–50   |
| 9 ago  | Cuba      | 2–3    | Peru   | 25–27  | 30–28  | 23–25  | 25–22  | 13–15  | 116–117 |
| 9 ago  | Argentina | 3–1    | Canadá | 25–22  | 23–25  | 25–21  | 25–16  |        | 98–84   |
| 10 ago | Peru      | 0–3    | Canadá | 21–25  | 20–25  | 22–25  |        |        | 63–75   |
| 10 ago | Argentina | 3–1    | Cuba   | 25–21  | 25–15  | 28–30  | 25–22  |        | 103–88  |

Grupo O
- Local: Topsport Centre Doetinchem, Doetinchem, Países Baixos

| Data   |               | Placar |               | 1º Set | 2º Set | 3º Set | 4º Set | 5º Set | Total   |
| ------ | ------------- | ------ | ------------- | ------ | ------ | ------ | ------ | ------ | ------- |
| 8 ago  | Bélgica       | 3–0    | Polônia       | 25–20  | 25–19  | 25–12  |        |        | 75–51   |
| 8 ago  | Países Baixos | 2–3    | Porto Rico    | 25–23  | 25–20  | 21–25  | 22–25  | 13–15  | 106–108 |
| 9 ago  | Porto Rico    | 3–1    | Polônia       | 25–18  | 25–18  | 18–25  | 25–22  |        | 93–83   |
| 9 ago  | Países Baixos | 3–0    | Bélgica       | 25–22  | 26–24  | 25–20  |        |        | 76–66   |
| 10 ago | Porto Rico    | 0–3    | Bélgica       | 16–25  | 22–25  | 26–28  |        |        | 64–78   |
| 10 ago | Polônia       | 0–3    | Países Baixos | 18–25  | 21–25  | 20–25  |        |        | 59–75   |

### Terceiro Grupo

#### Classificação geral
|     |             |     | Jogos | Jogos | Jogos | Resultados | Resultados | Resultados | Resultados | Resultados | Resultados | Sets | Sets | Sets  | Pontos | Pontos | Pontos |
| Pos | Equipe      | Pts | T     | V     | D     | 3–0        | 3–1        | 3–2        | 2–3        | 1–3        | 0–3        | V    | P    | R     | V      | P      | R      |
| --- | ----------- | --- | ----- | ----- | ----- | ---------- | ---------- | ---------- | ---------- | ---------- | ---------- | ---- | ---- | ----- | ------ | ------ | ------ |
| 1   | Chéquia     | 18  | 6     | 6     | 0     | 4          | 2          | 0          | 0          | 0          | 0          | 18   | 2    | 9,000 | 502    | 373    | 1.346  |
| 2   | Bulgária    | 16  | 6     | 6     | 0     | 1          | 3          | 2          | 0          | 0          | 0          | 18   | 7    | 2.571 | 597    | 494    | 1.209  |
| 3   | Croácia     | 12  | 6     | 4     | 2     | 2          | 2          | 0          | 0          | 2          | 0          | 14   | 8    | 1.750 | 529    | 481    | 1.100  |
| 4   | Cazaquistão | 9   | 6     | 3     | 3     | 3          | 0          | 0          | 0          | 2          | 1          | 11   | 9    | 1.222 | 455    | 426    | 1.068  |
| 5   | Quênia      | 9   | 6     | 3     | 3     | 1          | 1          | 1          | 1          | 1          | 1          | 12   | 12   | 1,000 | 503    | 516    | 0.975  |
| 6   | México      | 6   | 6     | 2     | 4     | 1          | 1          | 0          | 0          | 2          | 2          | 8    | 13   | 0.615 | 452    | 495    | 0.913  |
| 7   | Austrália   | 1   | 6     | 0     | 6     | 0          | 0          | 0          | 1          | 1          | 4          | 3    | 18   | 0.167 | 382    | 500    | 0.764  |
| 8   | Argélia     | 1   | 6     | 0     | 6     | 0          | 0          | 0          | 1          | 1          | 4          | 3    | 18   | 0.167 | 375    | 510    | 0.735  |

#### Resultados
Grupo P
- Local: Palácio de Cultura e Esportes Baluan, Almaty, Cazaquistão

| Data   |             | Placar |           | 1º Set | 2º Set | 3º Set | 4º Set | 5º Set | Total  |
| ------ | ----------- | ------ | --------- | ------ | ------ | ------ | ------ | ------ | ------ |
| 25 jul | Croácia     | 1–3    | Chéquia   | 30–32  | 21–25  | 25–19  | 20–25  |        | 96–101 |
| 25 jul | Cazaquistão | 3–0    | Austrália | 25–21  | 25–16  | 25–16  |        |        | 75–53  |
| 26 jul | Austrália   | 0–3    | Chéquia   | 21–25  | 14–25  | 20–25  |        |        | 55–75  |
| 26 jul | Cazaquistão | 1–3    | Croácia   | 22–25  | 22–25  | 27–25  | 20–25  |        | 91–100 |
| 27 jul | Croácia     | 3–0    | Austrália | 25–18  | 25–12  | 25–17  |        |        | 75–47  |
| 27 jul | Cazaquistão | 1–3    | Chéquia   | 16–25  | 24–26  | 27–25  | 16–25  |        | 83–101 |

Grupo Q
- Local: Ginásio Olímpico Juan de la Barrera, Cidade do México, México

| Data   |          | Placar |          | 1º Set | 2º Set | 3º Set | 4º Set | 5º Set | Total   |
| ------ | -------- | ------ | -------- | ------ | ------ | ------ | ------ | ------ | ------- |
| 25 jul | Argélia  | 2–3    | Bulgária | 15–25  | 25–22  | 18–25  | 25–23  | 17–19  | 100–114 |
| 25 jul | México   | 1–3    | Quênia   | 18–25  | 23–25  | 25–18  | 22–25  |        | 88–93   |
| 26 jul | Bulgária | 3–2    | Quênia   | 25–20  | 23–25  | 26–24  | 24–26  | 15–12  | 113–107 |
| 26 jul | México   | 3–0    | Argélia  | 25–19  | 25–22  | 25–23  |        |        | 75–64   |
| 27 jul | Quênia   | 3–0    | Argélia  | 25–14  | 25–18  | 25–13  |        |        | 75–45   |
| 27 jul | México   | 1–3    | Bulgária | 23–25  | 20–25  | 25–23  | 21–25  |        | 89–98   |

Grupo R
- Local: City Hall Brno, Brno, República Checa

| Data  |             | Placar |             | 1º Set | 2º Set | 3º Set | 4º Set | 5º Set | Total |
| ----- | ----------- | ------ | ----------- | ------ | ------ | ------ | ------ | ------ | ----- |
| 1 ago | México      | 0–3    | Cazaquistão | 18–25  | 16–25  | 19–25  |        |        | 53–75 |
| 1 ago | Chéquia     | 3–0    | Argélia     | 25–8   | 25–7   | 25–17  |        |        | 75–32 |
| 2 ago | México      | 0–3    | Chéquia     | 14–25  | 18–25  | 19–25  |        |        | 51–75 |
| 2 ago | Cazaquistão | 3–0    | Argélia     | 25–8   | 25–19  | 25–17  |        |        | 75–44 |
| 3 ago | Argélia     | 1–3    | México      | 27–29  | 25–17  | 20–25  | 18–25  |        | 90–96 |
| 3 ago | Chéquia     | 3–0    | Cazaquistão | 25–15  | 25–20  | 25–21  |        |        | 75–56 |

Grupo S
- Local: Zatika Hall, Porec, Croácia

| Data  |           | Placar |           | 1º Set | 2º Set | 3º Set | 4º Set | 5º Set | Total  |
| ----- | --------- | ------ | --------- | ------ | ------ | ------ | ------ | ------ | ------ |
| 1 ago | Austrália | 0–3    | Bulgária  | 14–25  | 19–25  | 13–25  |        |        | 46–75  |
| 1 ago | Croácia   | 3–0    | Quênia    | 25–20  | 25–17  | 25–22  |        |        | 75–59  |
| 2 ago | Bulgária  | 3–1    | Quênia    | 21–25  | 25–8   | 25–20  | 25–11  |        | 96–64  |
| 2 ago | Austrália | 1–3    | Croácia   | 18–25  | 25–20  | 23–25  | 16–25  |        | 82–95  |
| 3 ago | Quênia    | 3–2    | Austrália | 25–17  | 18–25  | 25–21  | 22–25  | 15–11  | 105–99 |
| 3 ago | Croácia   | 1–3    | Bulgária  | 27–25  | 24–26  | 18–25  | 19–25  |        | 88–101 |

## Fase final

### Terceiro Grupo
|  | Semifinais   | Semifinais   |   |              | Final        | Final |  |
|  |              |              |   |              |              |       |  |
|  | 16 de agosto |              |   |              |              |       |  |
|  | Chéquia      | 3            |   |              |              |       |  |
|  | Croácia      | 2            |   |              |              |       |  |
|  |              |              |   |              |              |       |  |
|  |              |              |   |              | 17 de agosto |       |  |
|  |              |              |   |              | Chéquia      | 0     |  |
|  |              | Bulgária     | 3 |              |              |       |  |
|  |              |              |   |              |              |       |  |
|  |              |              |   |              |              |       |  |
|  |              |              |   |              | 3º lugar     |       |  |
|  | 16 de agosto | 16 de agosto |   | 17 de agosto | 17 de agosto |       |  |
|  | Bulgária     | 3            |   | Croácia      | 3            |       |  |
|  | Cazaquistão  | 1            |   |              | Cazaquistão  | 0     |  |

Semifinais
| Data   |          | Placar |             | 1º Set | 2º Set | 3º Set | 4º Set | 5º Set | Total   |
| ------ | -------- | ------ | ----------- | ------ | ------ | ------ | ------ | ------ | ------- |
| 16 ago | Chéquia  | 3–2    | Croácia     | 26–28  | 25–21  | 20–25  | 25–21  | 15–10  | 111–105 |
| 16 ago | Bulgária | 3–1    | Cazaquistão | 25–16  | 25–23  | 21–25  | 25–14  |        | 96–78   |

Terceiro lugar
| Data   |         | Placar |             | 1º Set | 2º Set | 3º Set | 4º Set | 5º Set | Total |
| ------ | ------- | ------ | ----------- | ------ | ------ | ------ | ------ | ------ | ----- |
| 17 ago | Croácia | 3–0    | Cazaquistão | 25–20  | 25–22  | 25–17  |        |        | 75–59 |

Final
| Data   |         | Placar |          | 1º Set | 2º Set | 3º Set | 4º Set | 5º Set | Total |
| ------ | ------- | ------ | -------- | ------ | ------ | ------ | ------ | ------ | ----- |
| 17 ago | Chéquia | 0–3    | Bulgária | 16–25  | 13–25  | 17–25  |        |        | 46–75 |

### Segundo Grupo
|  | Semifinais    | Semifinais    |   |              | Final        | Final |  |
|  |               |               |   |              |              |       |  |
|  | 15 de agosto  |               |   |              |              |       |  |
|  | Polônia       | 0             |   |              |              |       |  |
|  | Bélgica       | 3             |   |              |              |       |  |
|  |               |               |   |              |              |       |  |
|  |               |               |   |              | 16 de agosto |       |  |
|  |               |               |   |              | Bélgica      | 3     |  |
|  |               | Países Baixos | 2 |              |              |       |  |
|  |               |               |   |              |              |       |  |
|  |               |               |   |              |              |       |  |
|  |               |               |   |              | 3º lugar     |       |  |
|  | 15 de agosto  | 15 de agosto  |   | 16 de agosto | 16 de agosto |       |  |
|  | Países Baixos | 3             |   | Polônia      | 0            |       |  |
|  | Porto Rico    | 1             |   |              | Porto Rico   | 3     |  |

Semifinais
| Data   |               | Placar |            | 1º Set | 2º Set | 3º Set | 4º Set | 5º Set | Total  |
| ------ | ------------- | ------ | ---------- | ------ | ------ | ------ | ------ | ------ | ------ |
| 15 ago | Polônia       | 0–3    | Bélgica    | 19–25  | 16–25  | 15–25  |        |        | 50–75  |
| 15 ago | Países Baixos | 3–1    | Porto Rico | 22–25  | 31–29  | 25–20  | 25–12  |        | 103–86 |

Terceiro lugar
| Data   |         | Placar |            | 1º Set | 2º Set | 3º Set | 4º Set | 5º Set | Total |
| ------ | ------- | ------ | ---------- | ------ | ------ | ------ | ------ | ------ | ----- |
| 16 ago | Polônia | 0–3    | Porto Rico | 19–25  | 17–25  | 22–25  |        |        | 58–75 |

Final
| Data   |         | Placar |               | 1º Set | 2º Set | 3º Set | 4º Set | 5º Set | Total   |
| ------ | ------- | ------ | ------------- | ------ | ------ | ------ | ------ | ------ | ------- |
| 16 ago | Bélgica | 3–2    | Países Baixos | 20–25  | 25–23  | 25–23  | 25–27  | 15–10  | 110–108 |

### Primeiro Grupo

#### Classificação
|     |         |     | Jogos | Jogos | Jogos | Resultados | Resultados | Resultados | Resultados | Resultados | Resultados | Sets | Sets | Sets  | Pontos | Pontos | Pontos |
| Pos | Equipe  | Pts | T     | V     | D     | 3–0        | 3–1        | 3–2        | 2–3        | 1–3        | 0–3        | V    | P    | R     | V      | P      | R      |
| --- | ------- | --- | ----- | ----- | ----- | ---------- | ---------- | ---------- | ---------- | ---------- | ---------- | ---- | ---- | ----- | ------ | ------ | ------ |
| 1   | Brasil  | 13  | 5     | 4     | 1     | 4          | 0          | 0          | 1          | 0          | 0          | 14   | 3    | 4.667 | 405    | 314    | 1.290  |
| 2   | Japão   | 12  | 5     | 4     | 1     | 3          | 1          | 0          | 0          | 0          | 1          | 12   | 4    | 3,000 | 381    | 321    | 1.187  |
| 3   | Rússia  | 7   | 5     | 3     | 2     | 1          | 0          | 2          | 0          | 1          | 1          | 10   | 10   | 1,000 | 415    | 445    | 0.933  |
| 4   | Turquia | 7   | 5     | 2     | 3     | 0          | 1          | 1          | 2          | 0          | 1          | 10   | 12   | 0.833 | 475    | 483    | 0.983  |
| 5   | China   | 6   | 5     | 2     | 3     | 0          | 1          | 1          | 1          | 0          | 2          | 8    | 12   | 0.667 | 439    | 443    | 0.991  |
| 6   | Bélgica | 0   | 5     | 0     | 5     | 0          | 0          | 0          | 0          | 2          | 3          | 2    | 15   | 0.133 | 316    | 425    | 0.744  |

#### Resultados
| Data   |         | Placar |         | 1º Set | 2º Set | 3º Set | 4º Set | 5º Set | Total   |
| ------ | ------- | ------ | ------- | ------ | ------ | ------ | ------ | ------ | ------- |
| 20 ago | China   | 3–1    | Bélgica | 25–19  | 25–27  | 25–18  | 25–15  |        | 100–79  |
| 20 ago | Turquia | 3–2    | Brasil  | 25–18  | 25–23  | 21–25  | 19–25  | 15–12  | 105–103 |
| 20 ago | Japão   | 3–1    | Rússia  | 22–25  | 25–20  | 25–21  | 25–17  |        | 97–83   |
| 21 ago | Rússia  | 3–0    | Bélgica | 25–23  | 25–16  | 25–19  |        |        | 75–58   |
| 21 ago | Brasil  | 3–0    | China   | 25–23  | 25–20  | 25–21  |        |        | 75–64   |
| 21 ago | Japão   | 3–0    | Turquia | 25–13  | 25–17  | 25–17  |        |        | 75–47   |
| 22 ago | Turquia | 2–3    | Rússia  | 22–25  | 24–26  | 25–13  | 27–25  | 12–15  | 110–104 |
| 22 ago | Bélgica | 0–3    | Brasil  | 10–25  | 12–25  | 12–25  |        |        | 34–75   |
| 22 ago | China   | 0–3    | Japão   | 21–25  | 17–25  | 21–25  |        |        | 59–75   |
| 23 ago | Turquia | 2–3    | China   | 22–25  | 25–18  | 25–22  | 23–25  | 19–21  | 114–111 |
| 23 ago | Rússia  | 0–3    | Brasil  | 12–25  | 21–25  | 20–25  |        |        | 53–75   |
| 23 ago | Japão   | 3–0    | Bélgica | 26–24  | 25–16  | 25–15  |        |        | 76–55   |
| 24 ago | China   | 2–3    | Rússia  | 25–21  | 25–14  | 22–25  | 20–25  | 13–15  | 105–100 |
| 24 ago | Bélgica | 1–3    | Turquia | 26–24  | 21–25  | 23–25  | 20–25  |        | 90–99   |
| 24 ago | Brasil  | 3–0    | Japão   | 25–15  | 25–18  | 27–25  |        |        | 77–58   |

## Classificação final
| Campeão | Vice-campeão | Terceiro lugar |
| Brasil Fabiana Claudino · Dani Lins · Ana Carolina da Silva · Adenízia da Silva · Thaísa Menezes · Jaqueline Carvalho · Gabriela Guimarães · Tandara Caixeta · Sheilla Castro · Monique Pavão · Fernanda Garay · Josefa Fabíola de Souza · Camila Brait · Léia Silva Juciely Barreto · Andréia Laurence · Michelle Pavão · Natália Pereira · Ana Tiemi · Suelen Pinto · Angélica Malinverno · Suelle Oliveira | Japão Miyu Nagaoka · Hitomi Nakamichi · Saori Kimura · Arisa Takada · Yuko Sano · Mai Yamaguchi · Mizuho Ishida · Yuki Ishii · Risa Shinnabe · Yukiko Ebata · Kana Ono · Sayaka Tsutsui · Haruka Miyashita · Mami Uchiseto Arisa Sato · Riho Otake · Nana Iwasaka · Yuka Imamura · Natsumi Fujita · Saori Sakoda · Arisa Inoue · Miyuki Hiramatsu | Rússia · Yana Shcherban · Anastasia Bavykina · Irina Zaryazhko · Alexandra Pasynkova · Svetlana Kryuchkova · Nataliya Goncharova · Ekaterina Kosianenko · Evgeniya Startseva · Irina Fetisova · Tatiana Kosheleva · Iuliya Podskalnaya · Natalia Malykh · Anna Malova Anna Matienko · Iuliia Kutiukova · Anastasia Markova · Iuliia Morozova · Nelli Alisheva · Ekaterina Chernova · Anastasia Shlyakhovaya · Natalia Guskova |

| 4  | Turquia              |
| 5  | China                |
| 6  | Bélgica              |
| 7  | Estados Unidos       |
| 8  | Sérvia               |
| 9  | Coreia do Sul        |
| 10 | Itália               |
| 11 | Alemanha             |
| 12 | Tailândia            |
| 13 | República Dominicana |
| 14 | Países Baixos        |
| 15 | Porto Rico           |
| 16 | Polônia              |
| 17 | Argentina            |
| 18 | Peru                 |
| 19 | Canadá               |
| 20 | Cuba                 |
| 21 | Bulgária             |
| 22 | Chéquia              |
| 23 | Croácia              |
| 24 | Cazaquistão          |
| 25 | Quênia               |
| 26 | México               |
| 27 | Austrália            |
| 28 | Argélia              |

### Prêmios individuais
- MVP (Most Valuable Player):  Yuko Sano[1]